# TeGenero
TeGenero was een Duits biotechnologisch bedrijf dat geneesmiddelen produceert.
Het kwam in 2006 in het nieuws na bijna fatale testen op proefpersonen in Groot-Brittannië. Zes personen kregen gelijktijdig het geneesmiddel TGN1412 dat ontwikkeld werd tegen leukemie en ontstekingsziekten toegediend, waarna ze vrijwel onmiddellijk bewusteloos raakten en meervoudige orgaandeficiënties vertoonden.